# Konrad von Megenberg
Konrad von Megenberg, ook Konrad von Mengelberg, Conrad Mengelberger, Conrad Mengeberger en gelatiniseerd (als "Konrad von Mägdeberg") Conradus de Montepuellarum (Mäbenberg zu Georgensgmünd nabij Neurenberg, 1309 - Regensburg, 11 april of 14 april 1374) was een priester en auteur van 22 Latijnse geschriften die zich bezig hielt met hagiografische, theologische, moreel-filosofische en vooral natuurhistorische onderwerpen. Zijn hoofdwerk Das Buch der Natur wordt gezien als een van de eerste encyclopedieën.

## Biografie
Konrad von Megenberg werd geboren als zoon van een ministeriaal en kwam op zevenjarige leeftijd als student naar Erfurt. Later gaf hij daar bijles en verdiende daarmee zijn brood. Hij kreeg een baan als docent aan het cisterciënzercollege van St. Bernard, waardoor hij artes liberales kon studeren aan de Sorbonne in Parijs en een magister artium kon behalen. Hij gaf les aan de Universiteit van Parijs van 1334 tot 1342. Gedurende deze tijd kreeg hij van de Anglicaanse natie van de universiteit de opdracht om tweemaal met paus Benedictus XII te onderhandelen (1337 en 1341) waarvoor hij naar de Curie van Avignon werd gestuurd.
Vanwege een academisch geschil verliet hij Parijs en aanvaardde de functie van rector aan de Stephansschule in Wenen (waaruit in 1365 de Universiteit van Wenen voortkwam). De Anglicaanse natie, waartoe hij aan de Sorbonne had behoord, gaf hem een aanbevelingsbrief voor de hertog van Oostenrijk en de raad van de stad Wenen. Mogelijk schreef hij zijn Duitse werken voor de Stephansschule of voor leden van het Weense hof.
Von Megenberg verhuisde in 1342 naar Regensburg. Al in 1341 kreeg hij tijdens een reis naar Avignon een kanunnikendienst in Regensburg aangeboden, die hij nu aanvaardde. Aanvankelijk werkte hij als leraar aan de kathedraalschool. Al in 1349 reisde hij opnieuw naar Avignon en probeerde in dienst te treden van keizer Karel IV, hertog Rudolf IV van Oostenrijk of de kardinaal en later paus Pierre Roger de Beaufort, maar dat lukte niet. In 1357 werd hij benoemd door bemiddeling van de kathedraaldecaan Konrad VI von Haimberg (later bisschop van Regensburg), kathedraalpriester van St. Ulrich, maar gaf dit ambt vier jaar later op en bleef tot aan zijn dood in 1374 als kanunnik in Regensburg wonen. Hij werd daar begraven in de kathedraalkerk van de Abdij van Niedermünster. Een kerkraam in de Dom van Regensburg dat hij schonk, toont hem.

## Werk
Konrads werken zijn onderverdeeld in drie creatieve fasen. De fase van Parijs rond 1337, de fase van Wenen en de fase van Regensburg van 1348 tot 1374. Met name de periode van 1348 tot 1354 kan als zijn meest productieve worden omschreven. Terwijl hij lesgaf aan de kathedraalschool, voltooide hij werken waarmee hij in Wenen was begonnen en schreef hij andere.

### Theologische, politieke en moraal-filosofische geschriften
Uit de politieke geschriften Planctus ecclesiae in Germaniam en Tractatus de translatione imperii van Konrad von Megenberg blijkt dat hij betrokken was bij de geschillen tussen Keizer Lodewijk de Beier en paus Johannes XXII waarbij hij geen kant van één van de twee partijen koos, maar eerder een middenpositie innam.
Zijn theologische werk Lacrimae ecclesiae is gericht tegen de bedelordes en is mogelijk identiek aan het werk Tractatus contra mendicantes ad papam Urbanum V. Konrad stelde zich negatief op tegenover de franciscanen aan het hof van Lodewijk en schuwde satire niet. Hij was bijzonder negatief tegenover Willem van Ockham, die aan het hof werkte.
Konrad von Megenberg schreef ook enkele belangrijke canonieke geschriften, zoals de Tractatus de arboris consanguinitatis et affinitatis, het Repertorium nuptiale, de Statuta et consuetudines capituli ecclesiae Ratisbonensis en de Tractatus de limitibus pariochialibus in Ratisbona.
Konrads belangrijkste werk, naast het krachtige Boek van de Natuur, zijn zijn moraal-filosofische geschriften, de Monastica of Speculum felicitatis humane en vooral zijn uiterst uitgebreide encyclopedische Yconomica (Economie).

### Wetenschappelijke geschriften

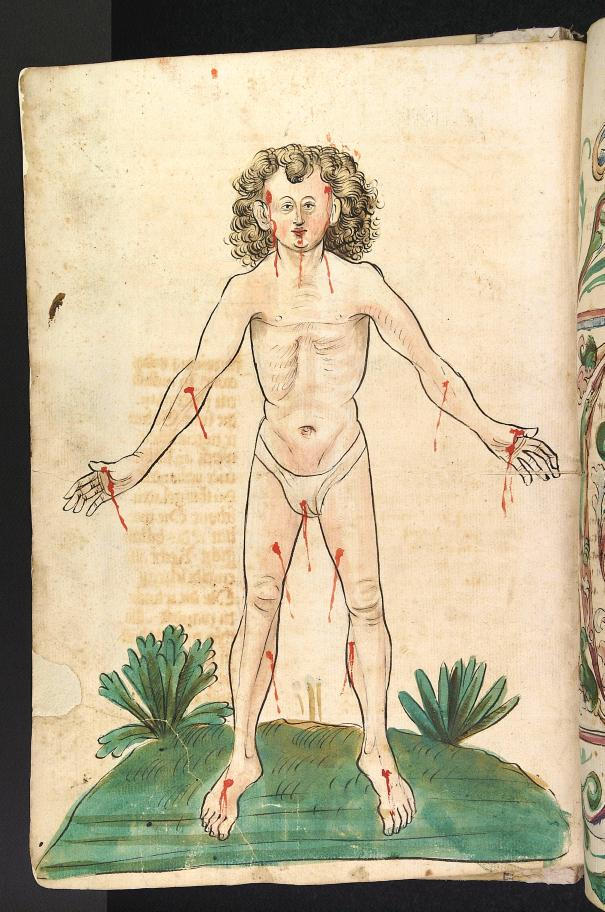
Aderlatingsman uit ‘Boek der Natuur’

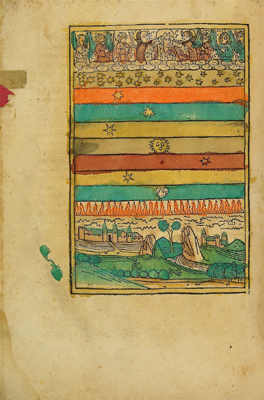
Gekleurde houtsnede uit een incunabeluitgave van het “Boek der Natuur” uit 1481

Zijn Duitse werken zijn gewijd aan wetenschappelijke onderwerpen en zijn uitdrukkelijk voor leken geschreven.
In 1349 schreef Konrad von Megenberg de Causa terre motus, een verhandeling over het verband tussen aardbevingen en pestepidemieën. De Duitse Sphaera is een vertaling van het werk De sphaera mundi van Johannes de Sacrobosco (ca. 1200–1256), dat in de Middeleeuwen het standaard astronomieleerboek was.
In de jaren 1348 tot 1350 schreef Megenberg in Regensburg het Boek der Natuur (of: het Boek der Natuurlijke Dingen), dat wordt beschouwd als het “eerste gesystematiseerde Duitstalige compendium van kennis over de geschapen natuur”. Het boek is in de eerste plaats een vertaling met daaropvolgende bewerking van de Latijnse geschriften (Liber de natura rerum) door de dominicaan Thomas van Cantimpré (1201-1270), (leerling van Albertus Magnus). Al in 1360 verscheen een herziene versie van het boek en met 80 exemplaren werd het een van de populairste natuurhistorische boeken van die tijd, vooral omdat Megenberg ook zijn eigen bevindingen, observaties en ervaringen over dieren, planten en kruiden, water- en weersomstandigheden beschrijft en zich slechts zelden overgeven aan bijgeloof. Vanaf de 15e eeuw verschenen er in Augsburg zelfs gedrukte versies van het Boek van de Natuur, geïllustreerd met houtsneden, waaronder exemplaren met de afbeelding van de auteur in de titelhoutsnede. Als bron verwijst hij ook naar de geleerde Albertus Magnus. Het won aan groot belang en verspreiding en werd in 1536 en 1540 in Frankfurt herdrukt als natuurboek.

### Ontvangst
Afgezien van het Boek der Natuur zijn de geschriften van Konrad von Megenberg waarschijnlijk niet op grote schaal verspreid. Van de meeste teksten is alleen de titel of één of hooguit drie handschriften bewaard gebleven. Uitzonderingen hierop zijn de Tractatus de limitibus parochiarum civitatis Ratisponensis met negen en de Duitse Sphaera met tien manuscripten.

## Trivia
De naam Conrad von Megenberg werd tussen 1337 en 1338 in Parijs gelatiniseerd tot Conradus de Montepuellarum (vertaald als "Berg van de meisjes") vanwege problemen met de articulatie. Ander niet-literair bewijs van Konrad is zijn zegel met wapen, dat bestaat uit een gedeeld schild met drie vrouwelijke bustes afgebeeld in het bovenste gedeelte. Het onderste gedeelte toont een drieberg waarop een driearmige eikentak ontspruit met aan elke tak één blad. Er is ook een portret van Konrad op een glas-in-loodraam in de kathedraal van Regensburg. In het Augustijnenklooster in Regensburg wordt Konrad afgebeeld in twee portretten met het opschrift “Conradus de Frauenberg”. Er is ook een Maidenbergstrasse in Regensburg die naar hem vernoemd is. Hoewel er wijdverbreide veronderstellingen bestaan dat Konrad op 14 april 1374 stierf, weerlegde de Ludwig Maximilians-Universiteit in München dit in 2006. 14 april was slechts de dag van zijn zelfgesponsorde jubileum.
- Biblioteca Nacional de España: XX1332653
- Bibliothèque nationale de France: cb11984848p (data)
- CiNii: DA01872320
- Gemeinsame Normdatei: 118565117
- International Standard Name Identifier: 0000 0001 1021 4705
- Library of Congress Control Number: n83236352
- Nationale Bibliotheek van Tsjechië: jn19981001646
- Nationale Bibliotheek van Israël: 987007263898805171
- Nationale Bibliotheek van Polen: a0000002505850
- Nederlandse Thesaurus van Auteursnamen: 069101388
- LIBRIS: 194116
- SNAC: w673813t
- Système universitaire de documentation: 027907473
- Trove: 1185975
- Virtual International Authority File: 14778953